# Lista obiektów wyniesionych w kosmos (1980–1989)
Katalog obiektów wyniesionych w kosmos w latach 1980-1989. Katalog zawiera obiekty które osiągnęły co najmniej pierwszą prędkość kosmiczną i weszły na orbitę okołoziemską lub heliocentryczną. Lista może być niepełna.

## 1980
- 1980-001A - Kosmos 1149 - 1980-01-09
- 1980-002A - Mołnia 1 1980-01-11 s. łącznościowy
- 1980-003A - Kosmos 1150 - 1980-01-14
- 1980-004A - Fleetsatcom 3 - 1980-01-18 s. łącznościowy floty wojennej, USA
- 1980-005A - Kosmos 1151 - 1980-01-23
- 1980-006A - Kosmos 1152 - 1980-01-24
- 1980-007A - Kosmos 1153 - 1980-01-25
- 1980-008A - Kosmos 1154 - 1980-01-30
- 1980-009A - Kosmos 1155 - 1980-02-07
- 1980-010A - Big Bird - 1980-02-07 s. wojskowy, USA
- 1980-011A - Navstar 5 - 1980-02-09
- 1980-012A/H - Kosmos 1156/1163 -1980-02-12
- 1980-013A - Kosmos 1164 - 1980-02-12
- 1980-014A - Solar Maximum Mission -1980-02-14 s. do badań aktywności Słońca
- 1980-015A - Tansei 4 - 1980-02-17 s. badawczy japoński
- 1980-016A - Raduga 6 - 1980-02-20 s.łącznościowy
- 1980-017A - Kosmos 1165 - 1980-02-21
- 1980-018A - ECS 2,(Ajame) - 1980-02-22 s. łącznościowy, doświadczalny, japoński-stracony przy wprowadzaniu na orbitę geostacjonarną
- 1980-019A - ? - 1980-03-03 s. wojskowy, USA
- 1980-020A - Kosmos 1166 - 1980-03-04
- 1980-021A - Kosmos 1167 - 1980-03-14
- 1980-022A - Kosmos 1168 - 1980-03 17
- 1980-023A - Kosmos 1169 - 1980-03-27
- 1980-024A - Progres 8 - 1980-03-27 s. transportowy; 1980-03-30 - 1980-04-25 połączenie z Salutem 6; 1980-04-26 zniszczenie
- 1980-025A - Kosmos 1170 - 1980-04-01
- 1980-026A - Kosmos 1171 - 1980-04-03
- 1980-027A - Sojuz 35 - 1980-04-09
- 1980-028A - Kosmos 1172 - 1980-04-12
- 1980-029A - Kosmos 1173 - 1980-04-17
- 1980-030A - Kosmos 1174 - 1980-04-18
- 1980-031A - Kosmos 1175 - 1980-04-18
- 1980-032A - Navstar - 1980-04-26 s. nawigacyjny, USA
- 1980-033A - Progres 9 - 1980-04-27 s. transportowy; 29.04-20.05 połączenie z Salutem 6; 22.05. zniszczenie
- 1980-034A - Kosmos 1176 - 1980-04-29
- 1980-035A - Kosmos 1177 - 1980-04-29
- 1980-036A - Kosmos 1178 - 1980-05-07
- 1980-037A - Kosmos 1179 - 1980-05-14
- 1980-038A - Kosmos 1180 - 1980-05-15
- 1980-039A - Kosmos 1181 - 1980-05-20
- 1980-040A - Kosmos 1182 - 1980-05-23
- 1980-041A - Sojuz 36 - 1980-05-26
- 1980-042A - Kosmos 1183 - 1980-05-28
- 1980-043A - NOAA 7 - 1980-05-29 s. meteorologiczny, USA
- 1980-044A - Kosmos 1184 - 1980-06-04
- 1980-045A - Sojuz T-2 - 1980-06-05
- 1980-046A - Kosmos 1185 - 1980-06-06
- 1980-047A - Kosmos 1186 - 1980-06-06
- 1980-048A - Kosmos 1187 - 1980--6-12
- 1980-049A - Gorizont 4 - 1980-06-13 s. łącznościowy, geostacjonarny
- 1980-050A - Kosmos 1188 - 1980-06-14
- 1980-051A - Meteor 1 (30) - 1980-06-18 s. meteorologiczny
- 1980-052A - Big Bird - 1980-06-18 s. wojskowy,USA

1980-052C - ? - 1980-06-18 s. wojskowy
- 1980-053A - Mołnia 1 - 1980-06-21 s. łącznościowy
- 1980-054A - Kosmos 1189 - 1980-06-26
- 1980-055A - Progres 10 - 1980-06-29 s. transportowy; 01.07-18.07.1980 połączenie z Salutem 6; 19.07.1980 zniszczenie
- 1980-056A - Kosmos 1190 - 1980-07-01
- 1980-057A - Kosmos 1191 - 1980-07-02
- 1980-058A/H - Kosmos 1192/1199 - 1980-07-09
- 1980-059A - Kosmos 1200 - 1980 - 1980-07-09
- 1980-060A - Ekran 5 - 1980-07-14 s. łącznościowy
- 1980-061A - Kosmos 1201 - 1980-07-15
- 1980-062A - Rohini - 1980-07-18 s. indyjski badawczy
- 1980-063A - Mołnia 3 (13) - 1980-07-18 s. łącznościowy
- 1980-064A - Sojuz 37 - 1980-07-23
- 1980-065A - Kosmos 1202 - 1980-07-24
- 1980-066A - Kosmos 1203 - 1980-07-31
- 1980-067A - Kosmos 1204 - 1980-07-31
- 1980-068A - Kosmos 1205 - 1980-08-12
- 1980-069A - Kosmos 1206 - 1980-08-15
- 1980-070A - Kosmos 1207 - 1980-08-22
- 1980-071A - Kosmos 1208 - 1980-08-26
- 1980-072A - Kosmos 1209 - 1980-09-03
- 1980-073A - Meteor 2 (6) - 1980-09-09 s. meteorologiczny
- 1980-074A - GEOS 4 - 1980-09-09 s. meteorologiczny
- 1980-075A - Sojuz 38 - 1980-09-18
- 1980-076A - Kosmos 1210 - 1980-09-19
- 1980-077A - Kosmos 1211 - 1980-09-23
- 1980-078A - Kosmos 1212 - 1980-09-26
- 1980-079A - Progres 11 - 1980-09-28 s. transportowy, połączenie z Salutem 6 30.06-09.12.1980
- 1980-080A - Kosmos 1213 - 1980-10-03
- 1980-081A - Raduga 7 - 1980-10-05 s.łącznościowy
- 1980-082A - Kosmos 1214 - 1980-10-10
- 1980-083A - Kosmos 1215 - 1980-10-14
- 1980-084A - Kosmos 1216 - 1980-10-16
- 1980-085A - Kosmos 1217 - 1980-10-24
- 1980-086A - Kosmos 1218 - 1980-10-30
- 1980-087A - Fleetsatcom 4 - 1980-10-31 s. łącznościowy marynarki
- 1980-088A - Kosmos 1219 - 1980-10-31
- 1980-089A - Kosmos 1220 - 1980-11-04
- 1980-090A - Kosmos 1221 - 1980-11-12
- 1980-091A - SBS 1 - 1980-11-15 s.łącznościowy (Satellite Business System)
- 1980-092A - Mołnia 1 (48) - 1980-11-16 s.łącznościowy
- 1980-093A - Kosmos 1222 - 1980-11-21
- 1980-094A - Sojuz T-3 - 1980-11-27
- 1980-095A - Kosmos 1223 - 1980-11-27
- 1980-096A - Kosmos 1224 - 1980-12-01
- 1980-097A - Kosmos 1225 - 1980-12-05
- 1980-098A - Intelsat 5A - 1980-12-06 s. łącznościowy, USA
- 1980-099A - Kosmos 1226 - 1980-12-10
- 1980-100A - ? - 1980-12-13 s. wojskowy, USA
- 1980-101A - Kosmos 1227 - 1980-12-16
- 1980-102A/H - Kosmos 1228/1235 - 1980-12-23
- 1980-103A - Prognoz 8 - 1980-12-25 s. do badania aktywności Słońca, aparatura: ZSRR, Polska, CSRS, Szwecja
- 1980-104A - Ekran 6 - 1980-12-26 s. łącznościowy
- 1980-105A - Kosmos 1236 - 1980-12-26

## 1981
- 1981-001A - Kosmos 1237 - 1981-01-06
- 1981-002A - Mołnia 3 (14) - 1981-01-09 s.łącznościowy
- 1981-003A - Kosmos 1238 - 1981-01-16
- 1981-004A - Kosmos 1239 - 1981-01-16
- 1981-005A - Kosmos 1240 - 1981-01-20
- 1981-006A - Kosmos 1241 - 1981-01-21
- 1981-007A - Progres 12 - 1981-01-24 s. transportowy, połączenie z Salutem 6; 26.01-19.03.1981
- 1981-008A - Kosmos 1242 - 1981-01-27
- 1981-009A - Mołnia 1 (49) - 1981-01-30 s. łącznościowy
- 1981-010A - Kosmos 1243 - 1981-02-02
- 1981-011A - Interkosmos 21 - 1981-02-06 s. teledetekcyjny i oceanograficzny: CSRS, NRD, WRL, RRS, ZSRR
- 1981-012a - Kiku 3 - 1981-02-11 s. techniczny, japoński
- 1981-013A - Kosmos 1244 - 1981-02-12
- 1981-014A - Kosmos 1245 - 1981-02-13
- 1981-015A - Kosmos 1246 - 1981-02-18
- 1981-016A - Kosmos 1247 - 1981-02-19
- 1981-017A - Hinoturi - 1981-02-19 s. badawczy/heliograficzny, japoński
- 1981-018A - Comstar 1-D4 - 1981-02-21 s. łącznościowy
- 1981-019A - ? - 1981-02-28 s. wojskowy, USA
- 1981-020A - Kosmos 1248 - 1981-03-05
- 1981-021A - Kosmos 1249 - 1981-03-05
- 1981-022A/H - Kosmos 1250/1257
- 1981-023A - Sojuz T-4 -1981-03-12
- 1981-024A - Kosmos 1258 - 1981-03-14
- 1981-025A - ? - 1981-03-16 s. wojskowy, orbita geostacjonarna, USA
- 1981-026A - Kosmos 1259 - 1981-03-17
- 1981-027A - Raduga 8 - 1981-03-18 s. łącznościowy
- 1981-028A - Kosmos 1260 - 1981-03-20
- 1981-029A - Sojuz 39 - 1981-03-22
- 1981-030A - Mołnia 3 - 1981-03-24 s. łącznościowy
- 1981-031A - Kosmos 1261 - 1981-03-31
- 1981-032A - Kosmos 1262 - 1981-04-07
- 1981-033A - Kosmos 1263 - 1981-04-09
- 1981-034A - STS-1 -1981-04-12 pierwszy lot wahadłowca
- 1981-035A - Kosmos 1264 - 1981-04-15
- 1981-036A - Kosmos 1265 - 1981-04-16
- 1981-037A - Kosmos 1266 - 1981-04-21
- 1981-038A - SDS 7 - 1981-04-24 s. łącznościowy,wojskowy, USA
- 1981-039A - Kosmos 1267 - 1981-04-25
- 1981-040A - Kosmos 1268 - 1981-04-28
- 1981-041A - Kosmos 1269 - 1981-05-07
- 1981-042A - Sojuz 40 - 1981-05-15
- 1981-043A - Meteor 2 (7) - 1981-05-14 s.łącznościowy
- 1981-044A - Nova 1 - 1981-05-15 s. nawigacyjny, wojskowy, USA
- 1981-045A - Kosmos 1270 - 1981-05-18
- 1981-046A - Kosmos 1271 - 1981-05-19
- 1981-047A - Kosmos 1272 - 1981-05-21
- 1981-048A - Kosmos 1273 - 1981-05-22
- 1981-049A - GOES 5 - 1981-05-22 s. meteorologiczny, USA
- 1981-050A - Intelsat 5 (2) - 1981-05-23 s. meteorologiczny
- 1981-051A - Rohini 2 - 1981-05-31 s. badawczy, indyjski
- 1981-052A - Kosmos 1274 - 1981-06-03
- 1981-053A - Kosmos 1275 - 1981-06-04
- 1981-054A - Mołnia 3 (16) - 1981-06-09
- 1981-055A - Kosmos 1276 - 1981-06-16
- 1981-056A - Kosmos 1277 - 1981-06-17
- 1981-057A - Meteosat - 1981-06-19 s. meteorologiczny, ESA

1981-057B - Apple 1 s. łącznościowy, doświadczalny, indyjski
- 1981-058A - Kosmos 1278 - 1981-06-19
- 1981-059A - NOAA 7 - 1981-06-23 s. meteorologiczny, USA
- 1981-060A - Mołnia 1 (50) - 1981-06-24 s. łącznościowy
- 1981-061A - Ekran 7 - 1981-06-25 s. łącznościowy, orbita geostacjonarna
- 1981-062A - Kosmos 1279 - 1981-07-01
- 1981-063A - Kosmos 1280 - 1981-07-02
- 1981-064A - Kosmos 1281 - 1981-0707
- 1981-065A - Meteor-Priroda - 1981-07-10 s. radziecko-bułgarski, meteorologiczny

1981-065B - Iskra-1 s. studencki, doświadczalny
- 1981-066A - Kosmos 1282 - 1981-07-15
- 1981-067A - Kosmos 1283 - 1981-07-17
- 1981-068A - Kosmos 1284 - 1981-07-29
- 1981-069A - Raduga 9 - 1981-07-30 s. łącznościowy
- 1981-070A - Dynamic Explorer 1 - 1981-08-03 s. badawczy, USA

1981-070B - Dynamic Explorer 2 s. badawczy, USA
- 1981-071A - Kosmos 1285 - 1981-08-04
- 1981-072A - Kosmos 1286 - 1981-08-04
- 1981-073A - Fleetsatcom 5 - 1981-08-06 s. łącznościowy, wojskowy, USA
- 1981-074A/H - Kosmos 1287/1294 - 1981-08-06
- 1981-075A - Interkosmos 22 (Bułgaria 1300)- 1981-08-07 1. satelita bułgarski -badawczy
- 1981-076A - Himavari 2 (GMS) - 1981-08-10 japoński meteorologiczny, orbita geostacjonarna
- 1981-077A - Kosmos 1295 - 1981-08-12
- 1981-078A - Kosmos 1296 - 1981-08-13
- 1981-079A - Kosmos 1297 - 1981-08-18
- 1981-080A - Kosmos 1298 - 1981-08-21
- 1981-081A - Kosmos 1299 - 1981-08-24
- 1981-082A - Kosmos 1300 - 1981-08-24
- 1981-083A - Kosmos 1301 - 1981-08-27
- 1981-084A - Kosmos 1302 - 1981-08-28
- 1981-085A - OPS - 1981-09-03 s. wojskowy, USA
- 1981-086A - Kosmos 1303 - 1981-09-04
- 1981-087A - Kosmos 1304 - 1981-09-04
- 1981-088A - Kosmos 1305 - 1981-09-11
- 1981-089A - Kosmos 1306 - 1981-09-14
- 1981-090A - Kosmos 1307 - 1981-09-15
- 1981-091A - Kosmos 1308 - 1981-09-18
- 1981-092A - Kosmos 1309 - 1981-09-18
- 1981-093A - Chiny 9 - 1981-09-19 s. chiński badawczy
- 1981-094A - Aureole 3 - 1981-09-21 s. radziecko-francuski badawczy
- 1981-095A - Kosmos 1310 - 1981-09-23
- 1981-096A - SBS 2 - 1981-09-24 s. łącznościowy, orbita geostacjonarna, USA
- 1981-097A - Kosmos 1211 - 1981-09-28
- 1981-098A - Kosmos 1312 - 1981-09-30
- 1981-099A - Kosmos 1313 - 1981-10-01
- 1981-100A - Solar Mesosphere Explorer - 1981-10-06 s. badawczy mezosfery, USA

1981-100B - UO SAT s. badawczy, uczniowski, angielski
- 1981-101A - Kosmos 1314 - 1981-10-09
- 1981-102A - Raduga 10 - 1981-10-09 s. łącznościowy, orbita geostacjonarna
- 1981-103A - Kosmos 1315 - 1981-10-13
- 1981-104A - Kosmos 1316 - 1981-10-15
- 1981-105A - Mołnia 3-17 - 1981-10-17 s. łącznościowy
- 1981-106A - Wenera 13 - 1981-10-30
- 1981-107A - IMEWS-12 - 1981-10-31 (orbita geostacjonarna)
- 1981-108A - Kosmos 1317 - 1981-10-31
- 1981-109A - Kosmos 1318 - 1981-11-03
- 1981-110A - Wenera 14 - 1981-11-04
- 1981-111A - STS-2 - 1981-11-12
- 1981-112A - Kosmos 1319 - 1981-11-13
- 1981-113A - Mołnia 1-51 - 1981-11-17 s.łącznościowy
- 1981-114A - Satcom-3R (RCA) -1981-11-20 s. łącznościowy, USA
- 1981-115A - Bhaskara-2 - 1981-11-20 s. indyjski (start w ZSRR)
- 1981-116A/H - Kosmos 1320/1327 - 1981-11-28
- 1981-117A - Kosmos 1328 - 1981-12-03
- 1981-118A - Kosmos 1329 - 1981-12-04
- 1981-119A - Intelsat-5 (F-3) - 1981-12-15 s. łącznościowy, USA
- 1981-120A - Radio-3 - 1981-12-17 s. radioamatorski, ZSRR

1981-120B - Radio-8 s. radioamatorski, ZSRR
1981-120C - Radio-5 s. radioamatorski, ZSRR
1981-120D - Radio-4 s. radioamatorski, ZSRR
1981-120E - Radio-7 s. radioamatorski, ZSRR
1981-120F - Radio-6 s. radioamatorski, ZSRR
- 1981-121A - Kosmos 1330 - 1981-12-19
- 1981-122A - MARECS-1 - 1981-12-20 S. ESA (start rakiety Ariane w Gujanie Franc.), łącznościowy

1981-123C - CAT-4 s. technologiczny
- 1981-123A - Mołnia 1-52 - łącznościowy

## 1982
- 1982-001A - Kosmos 1331 - 1982-01-07 s. nawigacyjny
- 1982-002A - Kosmos 1332 - 1982-01-12
- 1982-003A - Kosmos 1333 - 1982-01-14 s. nawigacyjny
- 1982-004A - RCA-SATCOM-4 - 1982-01-16 s. łącznościowy, USA
- 1982-005A - Kosmos 1334 - 1982-01-20
- 1982-006A - OPS 2849 - 1982-01-21 USA
- 1982-007A - Kosmos 1335 - 1982-01-29
- 1982-008A - Kosmos 1336 - 1982-01-30
- 1982-009A - Ekran 8 - 1982-02-05 s. telewizyjny
- 1982-010A - Kosmos 1337 - 1982-02-11 s. oceanograficzny
- 1982-011A - Kosmos 1338 - 1982-02-16
- 1982-012A - Kosmos 1339 - 1982-02-17 s. nawigacyjny
- 1982-013A - Kosmos 1340 - 1982-02-19
- 1982-014A - Westar 4 - 1982-02-26 s. łącznościowy
- 1982-015A - Mołnia 1-53 - 1982-02-26 s. łącznościowy
- 1982-016A - Kosmos 1341 - 1982-03-03
- 1982-017A - Intelsat5 (F-4) - 1982-03-05 s.łącznościowy, USA
- 1982-018A - Kosmos 1342 - 1982-03-05
- 1982-019A - IMEWS 13 - 1982-03-06
- 1982-020A - Gorizont S - 1982-03-15 s. radio-telewizyjny
- 1982-021A - Kosmos 1343 - 1982-03-17
- 1982-022A - STS-3 (Columbia 3) - 1982-03-22
- 1982-023A - Mołnia 3-18 - 1982-03-24 s. radio-telewizyjny
- 1982-024A - Kosmos 1344 - 1982-03-24 s. nawigacyjny
- 1982-025A - Meteor 2-8 - 1982-03-25 s. meteorologiczny
- 1982-026A - Kosmos 1345 - 1982-03-31
- 1982-027A - Kosmos 1346 - 1982-03-31
- 1982-028A - Kosmos 1347 - 1982-04-02
- 1982-029A - Kosmos 1348 - 1982-04-07
- 1982-030A - Kosmos 1349 - 1982-04-08 s. nawigacyjny
- 1982-031A - Insat 1 A - 1982-04-10 s. indyjski (start w USA), łącznościowy
- 1982-032A - Kosmos 1350 - 1982-04-15
- 1982-033A - Salut 7 - 1982-04-19
- 1982-034A - Kosmos 1351 - 1982-04-21
- 1982-035A - Kosmos 1352 - 1982-04-21
- 1982-036A - Kosmos 1353 - 1982-04-23
- 1982-037A - Kosmos 1354 - 1982-04-28 s. nawigacyjny
- 1982-038A - Kosmos 1355 - 1982-04-29 s. oceanograficzny
- 1982-039A - Kosmos 1356 - 1982-05-05
- 1982 040A/H - Kosmos 1357/1364 - 11982-05-06
- 1982-041A - ? - 1982-05-11 USA
- 1982-042A - Sojuz T-5 - 1982-05-17
- 1982-043A - Kosmos 1365 - 1982-05-14
- 1982-044A - Kosmos 1366 - 1982-05-17
- 1982-045A - Kosmos 1367 - 1982-05-20
- 1982-046A - Kosmos 1368 - 1982-05-21
- 1982-047A - Progress 13 - 1982-05-23 połączenie z Salutem 7 i Sojuzem T-5 - 25.05.1982
- 1982-048A - Kosmos 1369 - 1982-05-25
- 1982-049A - Kosmos 1370 - 1982-05-28
- 1982-050A - Mołnia 1-54 - 1982-05-28 s. łącznościowy
- 1982-051A - Kosmos 1371 - 1982-06-01
- 1982-052A - Kosmos 1372 - 1982-06-01
- 1982-053A - Kosmos 1373 - 1982-06-02
- 1982-054A - Kosmos 1374 - 1982-06-03
- 1982-055A - Kosmos 1375 - 1982-06-06
- 1982-056A - Kosmos 1376 - 1982-06-08
- 1982-057A - Kosmos 1377 - 1982-06-08
- 1982-058A - Westar-5 - 1982-06-09 s. łącznościowy, USA
- 1982-059A - Kosmos 1378 - 1982-06-10
- 1982-060A - Kosmos 1379 - 1982-06-18
- 1982-061A - Kosmos 1380 - 1982-06-18 s. nawigacyjny
- 1982-062A - Kosmos 1381 - 1982-06-18
- 1982-063A - Sojuz T-6 - 1982-06-24
- 1982-064A - Kosmos 1382 - 1982-06-25
- 1982-065A - STS-4 (Columbia 4) - 1982-06-27
- 1982-066A - Kosmos 1383 - 1982-06-29
- 1982-067A - Kosmos 1384 - 1982-06-30
- 1982-068A - Kosmos 1385 - 1982--07-06
- 1982-069A - Kosmos 1386 - 1982-07-07 s. nawigacyjny
- 1982-070A - Progress 14 - 1982-07-10 połączenie z Salutem 7 i Sojuzem T-5 12.07.1982
- 1982-071A - Kosmos 1387 - 1982-07-13
- 1982-072A - Landsat 4 - 1982-07-16 s. zasobów, USA
- 1982-073A/H - Kosmos 1388/1395 - 1982-07-21
- 1982-074A - Mołnia 1-55 - 1982-07-21 s. łącznościowy
- 1982-075A - Kosmos 1396 - 1982-07-27
- 1982-076A - Kosmos 1397 - 1982-07-29
- 1982-077A - Kosmos 1398 - 1982-08-03
- 1982-078A - Kosmos 1399 - 1982-08-04
- 1982-079A - Kosmos 1400 - 1982-08-05
- 1982-080A - Sojuz T-7 - 1982-08-19
- 1982-081A - Kosmos 1401 - 1982-08-20
- 1982-082A - Anik D-1 (Telesat) - 1982-08-26 s. kanadyjski łącznościowy
- 1982-083A - Mołnia 3-19 - 1982-08-27 s. łącznościowy
- 1982-084A - Kosmos 1402 - 1982-08-30
- 1982-085A - Kosmos 1403 - 1982-09-01
- 1982-086A - Kosmos 1404 - 1982-09-01
- 1982-087A - Kiku-4 (ETS-3) - 1982-09-03 s. japoński, testy techniczne
- 1982-088A - Kosmos 1405 - 1982-09-04
- 1982-089A - Kosmos 1406 - 1982-09-08
- 1982-090A - China 10 - 1982-09-09 s. chiński - Długi marsz. Powrót kapsuły 14.09.1982
- 1982-091A - Kosmos 1407 - 1982-09-15
- 1982-092A - Kosmos 1408 - 1982-09-16
- 1982-093A - Ekran-9 - 1982-09-16 s. telewizyjne
- 1982-094A - Progress 15 - 1982-09-18 s. towarowy, połączenie z Salutem 7 i Sojuzem T-7
- 1982-095A - Kosmos 1409 - 1982-09-22
- 1982-096A - Kosmos 1410 - 1982-09-24 s. geodezyjny
- 1982-097A - Intelsat-5 (F-5) - 1982-09-28 s. telekomunikacyjny, rak. Atlas-Centaur
- 1982-098A - Kosmos 1411 - 1982-09-30
- 1982-099A - Kosmos 1412 - 1982-10-02
- 1982-100A - Kosmos 1413 - 1982-10-12 globalna nawigacja

1982-100D - Kosmos 1414
1982-100E - Kosmos 1415
- 1982-101A - Kosmos 1416 - 1982-10-14
- 1982-102A - Kosmos 1417 - 1982-10-19 s. nawigacyjny
- 1982-103A - Gorizont-6 - 1982-10-20 s. radio-TV
- 1982-104A - Kosmos 1418 - 1982-10-21
- 1982-105A - RCS-SATCOM-5 - 1982-10-28 s. telekomunikacyjny, rak. Delta-3924
- 1982-106A - DSCS-15(Typ I) - 1982-10-30 USA, rak. Titan 34-D

1982-106B - DSCS-16(Typ II)
- 1982-107A - Progress 16 - 1982-10-31 połączenie  z zespołem Salut 7 i Sojuz T-7
- 1982-108A - Kosmos 1419 - 1982-11-02
- 1982-109A - Kosmos 1420 - 1982-11-11 s. nawigacyjny
- 1982-110A - STS-5 (Columbia F-5) - 1982-11-11

1982-110B - SBS-3 - STS Columbia, kapsuła przyrządowa
- 1982-110C - Anik C-3(Telesat 6) STS Columbia, Kanada-telekomunikacyjny
- 1982-111A - OPS 9627 - 1982-11-17 USA, Titan 3D
- 1982-112A - Kosmos 1421 1982-11-18
- 1982-113A - Raduga-11 - 1982-11-26 s. radiowo-TV
- 1982-114A - Kosmos 1422 - 1982-12-03
- 1982-115A - Kosmos 1423 - 1982-12-08
- 1982-116A - Meteor 2-9 - 1982-12-14 s. meteorologiczny
- 1982-117A - Kosmos 1424 - 1982-12-16
- 1982-118A - DMSP 2-01 - 1982-12-21 USA, Thor Burner 2
- 1982-119A - Kosmos 1425 - 1982-12-23
- 1982-120A - Kosmos 1426 - 1982-12-28
- 1982-121A - Kosmos 1427 - 1982-12-29

## 1983
- 1983-001A - Kosmos 1428 - 1983-01-12 s. nawigacyjny
- 1983-002A/H - Kosmos 1429/1436 - 1983-01-19
- 1983-003A - Kosmos 1437 - 1983-01-20
- 1983-004A - IRAS - 1983-01-26 s. USA-Holandia, teleskop podczerwieni
- 1983-005A - Kosmos 1438 - 1983-01-27
- 1983-006A - Sakura 2A CS-2A - 1983-02-04 s. japoński, telekomunikacyjny
- 1983-007A - Kosmos 1439 - 1983-02-06
- 1983-008A - NOSS 4 (OPS-0252) - 1983-02-09 USA, rak. Atlas

1983-008B - SSU-D
1983-008E - SSU-A
1983-008F - SSU-B
1983-008H - SSU-C
- 1983-009A - Kosmos 1440 - 1983-02-10
- 1983-010A - Kosmos 1441 - 1983-02-16
- 1983-011A - Tenma (ASTRO-2) - 1983-02-20 s. japoński, naukowo-badawczy, Tenma=Pegasus
- 1983-012A - Kosmos 1442 - 1983-02-25
- 1983-013A - Kosmos 1443 - 1983-03-02 połączenie z Salutem 7 -10.03.1983 i powrót 23.08.1983
- 1983-014A - Kosmos 1444 - 1983-03-02
- 1983-015A - Mołnia 3-20 - 1983-03-11 s. telekomunikacyjny
- 1983-016A - Ekran-10 - 1983-03-12
- 1983-017A - Kosmos 1445 - 1983-03-15 powrót 16.03.1983, ob. ze skrzydłami delta
- 1983-018A - Kosmos 1446 - 1983-03-16 powrót 30.03.1983
- 1983-019A - Mołnia 1-56 - 1983-03-16 s. telekomunikacyjny
- 1983-020A - Astron - 1983-03-23  obserwatorium astrofizyczne
- 1983-021A - Kosmos 1447 - 1983-03-24 s. nawigacyjny i ratunkowy, (Cospas 2)
- 1983-022A - NOAA-8 - 1983-03-28 (SARSAT) meteorologiczny i ratunkowy
- 1983-023A - Kosmos 1448 - 1983-03-30 s. nawigacyjny
- 1983-024A - Kosmos 1449 - 1983-03-31 powrót 15.04.1983
- 1983-025A - Mołnia 1-57 - 1983-04-02 s. telekomunikacyjny
- 1983-026A - STS-6 (Challenger F-1) - 1983-04-04

1983-026B - TDRSS STS Challenger, telekomunikacyjny, we wrześniu uzyskano perygeum ok. 36000 km
- 1983-027A - Kosmos 1450 - 1983-04-06
- 1983-028A - Raduga-12 - 1983-04-08 s. telekomunikacyjny
- 1983-029A - Kosmos 1451 - 1983-04-08 powrót 22.04.1983
- 1983-030A - RCA-SATCOM-6 - 1983-04-11 s. łącznościowy
- 1983-031A - Kosmos 1452 - 1983-04-12
- 1983-032A - KH-9 - 1983-04-15 (KH=Key Hole)
- 1983-033A - Rohini 3 (RS-D2)- 1983-04-17 Indie, rak.SLV 3, s. gospodarczy
- 1983-034A - Kosmos 1453 - 1983-04-18
- 1983-035A - Sojuz T-8 - 1983-04-20
- 1983-051A - Exosat - 1983-05-26
- 1985-053A - Wenera 15 - 1985-06-02
- 1985-054A - Wenera 16 - 1985-06-07
- 1983-059A - STS-7 - 1983-06-18
- 1983-066A - Gorizon 7 - 1983-07-01 s. łącznościowy, 1900 kg, rakieta Proton
- 1983-067A - Prognoz 9 - 1983-07-01 s. badawczy Słońca
- 1983-068A - Kosmos 1472 - 1983-07-05
- 1983-069A/H - Kosmos 1473/1480 - 1983-07-06
- 1983-070A - Kosmos 1471 - 1983-07-08
- 1983-071A - Kosmos 1482 - 1983-07-13
- 1983-072A - Navstar 8 - 1983-07-14 s. nawigacyjny, wojskowy, USA
- 1983-073A - Mołnia 1-58 - 1983-07-19 s. łącznościowy
- 1983-074A - Kosmos 1483 - 1983-07-20
- 1983-075A - Kosmos 1484 - 1983-07-24
- 1983-076A - Kosmos 1485 - 1983-07-26
- 1983-077A - Telstar 3-A - 1983-07-28 s. łącznościowy
- 1983-078A - Anonymus-1 - 1983-07-31 s. wojskowy
- 1983-079A - Kosmos 1486 - 1983-08-03
- 1983-080A - Kosmos 1487 - 1983-08-05
- 1983-081A - Sakura 2-B (CS-2B) - 1983-08-05 s. łącznościowy dla TV i w przyp. katastrof
- 1983-082A - Kosmos 1488 - 1983-08-09
- 1983-083A - Kosmos 1489 - 1983-08-10
- 1983-084A/C - Kosmos 1490/1492 - 1983-08-10
- 1983-085A - Progress 17 - 1983-08-17
- 1983-086A - China 13 - 1983-08-19 s. chiński, okres 15 dni do 03.09.1893
- 1983-087A - Kosmos 1493 - 1983-08-23
- 1983-088A - Raduga 13 - 1983-08-25 s.łącznościowy
- 1983-089A - STS-8 (Challenger) - 1983-08-30

1983-089B - Insat 1 B s. łącznościowy, start z wahadłowca Challenger F-3
- 1983-090A - Mołnia 3-21 - 1983-08-31 s. łącznościowy
- 1983-091A - Kosmos 1494 - 1983-08-31
- 1983-092A - Kosmos 1495 - 1983-09-03
- 1983-093A - Kosmos 1496 - 1983-09-07
- 1983-094A - RCA-SATCOM-7 - 1983-09-08 s. łącznościowy
- 1983-095A - Kosmos 1497 - 1983-09-09
- 1983-096A - Kosmos 1498 - 1983-09-14
- 1983-097A - Kosmos 1499 - 1983-09-17
- 1983-098A - Galaxy 2 - 1983-09-22 s. łącznościowy
- 1983-099A - Kosmos 1500 - 1983-09-28
- 1983-100A - Ekran 11 - 1983-09-29 s. łącznościowy dla środkowej Syberii
- 1983-101A - Kosmos 1501 - 1983-09-30
- 1983-102A - Kosmos 1502 - 1983-10-05
- 1983-103A - Kosmos 1503 - 1983-10-12
- 1983-104A - Kosmos 1504 - 1983-10-14
- 1983-105A - Intelsat SF-7 - 1983-10-19 s. łącznościowy ESA
- 1983-106A - Progress 18 - 1983-10-20  połączenie z Salutem 7 22.10.1983, odłączenie 13.11.1983
- 1983-107A - Kosmos 1505 - 1983-10-21
- 1983-108A - Kosmos 1506 - 1983-10-26
- 1983-109A - Meteor 2-10 - 1983-10-28
- 1983-110A - Kosmos 1507 - 1983-10-29
- 1983-111A - Kosmos 1508 - 1983-11-11
- 1983-112A - Kosmos 1509 - 1983-11-17
- 1983-113A - DMSP 2-02 - 1983-11-18 s. wojskowy, obserwacyjno-meteorologiczny
- 1983-114A - Mołnia 1-59 - 1983-11-23
- 1983-115A - Kosmos 1510 - 1983-11-24
- 1983-116A - STS-9 (Columbia F-8) - 1983-11-28
- 1983-117A - Kosmos 1511 - 1983-11-30
- 1983-118A - Gorizont 8 - 1983-11-30
- 1983-119A - Kosmos 1512 - 1983-12-07
- 1983-120A - Kosmos 1513 - 1983-12-08
- 1983-121A - Kosmos 1514 - 1983-12-14 s. biologiczny
- 1983-122A - Kosmos 1515 - 1983-12-15
- 1983-123A - Mołnia 3-22 - 1983-12-21 s. łącznościowy
- 1983-124A - Kosmos 1516 - 1983-12-27
- 1983-125A - Kosmos 1517 - 1983-12-27
- 1983-126A - Kosmos 1518 - 1983-12-28
- 1983-127A - Kosmos 1519 - 1983-12-29 s. nawigacyjne dla lotnictwa cywilnego i statków handlowych

1983-127B - Kosmos 1520
1983-127C - Kosmos 1521

## 1984
- 1984-001A/H - Kosmos 1522/1529 - 1984-01-05 satelity telekomunikacyjne
- 1984-002A - Kosmos 1530 - 1984-01-11 13,8 dni, powrót 25.01.1984
- 1984-003A - Kosmos 1531 - 1984-01-11 s. nawigacyjny
- 1984-004A - Kosmos 1532 - 1984-01-13 44 dni
- 1984-005A - YURI-1A - 1984-01-23 s. japoński geostacjonarny, łącznościowy; start Tanegashima
- 1984-006A - Kosmos 1533 - 1984-01-26 14 dni, powrót 09.02.1984
- 1984-007A - Kosmos 1534 - 1984-01-
- 1984-008A - China 14 - 1984-01-29 s. chiński, rakieta Długi Marsz 3, test silnika satelity
- 1984-009A - OPS 441 - 1984-01-31 s. łącznościowy, rakieta Titan 34-D
- 1984-010A - Kosmos 1535 - 1984-02-01 s. nawigacyjny
- 1984-011A - STS-41-B (Challenger) - -1984-02-03

1984-011B - Westar 6 start z STS Challenger, sat. łącznościowy, nie osiągnął orbity geostacjonarnej
1984-011C - IRT (Integrated Rendevous Target) start jw.
1984-011D - Palapa B2 s. indonezyjski, start jw. nie osiągnął orbity geostacjonarnej
- 1984-012A - OPS 8737 - 1984-02-05 rakieta Atlas-F,

1984-012C - JD-I
1984-012D - JD-II
1984-012F - JD-III
- 1984-013A - Kosmos 1536 - 1984-02-08
- 1984-014A - Sojuz T-10 - 1984-02-08
- 1984-015A - Ohzora (Exos-C) - 1984-02-14 s. japoński, rakieta M-3S, start z Kagoshima
- 1984-016A - Raduga 14 - 1984-02-15
- 1984-017A - Kosmos 1537 - 1984-02-16 14 dni do 01.03.1984
- 1984-018A - Progress 19 - 1984-02-21 Powrót 01.04.1984. Połączenie z Salutem 7-23.02, odłączenie-31.03.1984
- 1984-019A - Kosmos 1538 - 1984-02-21
- 1984-020A - Kosmos 1539 - 1984-02-28 powrót 09.04.1984
- 1984-021A - Landsat-5-D-1 - 1984-03-01 s. badania Ziemi; rakieta Delta 3920

1984-021B - Uosat 2 s. radioamatorski
- 1984-022A - Kosmos 1540 - 1984-03-02 orbita geostacjonarna, stabilizacja orbity 16.03.1984
- 1984-023A - Intelsat-5 - 1984-03-05
- 1984-024A - Kosmos 1541 - 1984-03-06
- 1984-025A - Kosmos 1542 - 1983-03-07
- 1984-026A - Kosmos 1543 - 1984-03-10
- 1984-027A - Kosmos 1544 - 1984-03-10
- 1984-028A - Ekran 12 - 1984-03-16
- 1984-029A - Mołnia 1-60 - 1984-03-16
- 1984-030A - Kosmos 1545 - 1984-03-21
- 1984-031A -
- 1984-032A -
- 1984-033A -
- 1984-034A - STS-41-C - 1984-04-06

1984-034B - LDEF
- 1984-032A - Sojuz T-11 - 1984-04-03
- 1984-073A - Sojuz T-12 - 1984-07-17
- 1984-093A - STS-41-D - 1984-08-30
- 1984-108A - STS-41-G - 1984-10-05
- 1984-113A - STS-51-A - 1984-11-18

## 1985
- 1985-010A - STS-51-C - 1985-01-24
- 1985-028A - STS-51-D - 1985-04-12
- 1985-034A - STS-51-B - 1985-04-29
- 1985-043A - Sojuz T-13 - 1985-06-06
- 1985-048A - STS-51-G - 1985-06-17

1985-048B - Morelos 1
- 1985-056A - Giotto - 1985-07-02
- 1985-063A - STS-51-F - 1985-07-29
- 1985-076A - STS-51-I - 1985-08-27
- 1985-081A - Sojuz T-14 - 1985-09-17
- 1985-086A - Kosmos 1686 - 1985-09-27
- 1985-092A - STS-51-J - 1985-10-03
- 1985-104A - STS-61-A - 1985-10-30
- 1985-109A - STS-61-B - 1985-11-26

1985-109B - Morelos 2

## 1986
- 1986-019A - SPOT-1 - 1986-02-22

1986-019B - Viking
- 1986-022A - Sojuz T-15 - 1986-03-13
- 1986-035A - Sojuz TM-1 - 1986-05-20

## 1987
- 1987-013A - Sojuz TM-2 - 1987-02-05
- 1987-030A - Kwant-1 - 1987-03-31
- 1987-063A - Sojuz TM-3 - 1987-07-22
- 1987-104A - Sojuz TM-4 - 1987-12-21

## 1988
- 1988-048A - Sojuz TM-5 - 1988-06-07
- 1988-058A - Fobos 1 - 1988-07-07
- 1988-059A - Fobos 2 - 1988-07-12
- 1988-075A - Sojuz TM-6 - 1988-08-29
- 1988-091A - STS-26 - 1988-09-29
- 1988-104A - Sojuz TM-7 - 1988-11-26
- 1988-106A - STS-27 - 1988-12-02

## 1989
- 1989-021A - STS-29 - 1989-03-13
- 1989-033A - STS-30 - 1989-05-04
- 1989-061A - STS-28 - 1989-08-08
- 1989-062B - Hipparcos - 1989-08-08
- 1989-071A - Sojuz TM-8 - 1989-09-05
- 1989-084A - STS-34 - 1989-10-18

1989-084B - Galileo
1989-084E - Galileo Probe
- 1989-089A - COBE - 1989-11-18
- 1989-090A - STS-33 - 1989-11-23
- 1989-096A - Granat - 1989-12-01